# Exponerad
Exponerad (Eng. = Exposed) is een Zweedse exploitatiefilm/misdaadfilm uit 1971 van Gustav Wiklund. De hoofdrol wordt gespeeld door Christina Lindberg. De film werd in 36 landen verboden.

## Verhaal
De twintigjarige Lena Svensson heeft zich in een onbewaakt ogenblik naakt laten fotograferen. Ze wordt gechanteerd met de negatieven en afdrukken.

## Rolverdeling
| Acteur             | Personage                             |
| ------------------ | ------------------------------------- |
| Christina Lindberg | Lena Svensson (als Cristina Lindberg) |
| Heinz Hopf         | Helge                                 |
| Björn Adelly       | Jan, Lena's vriend                    |
| Siv Ericks         | Jans moeder (als Siv Eriks)           |
| Janne Carlsson     | Lars                                  |
| Birgitta Molin     | Ulla                                  |
| Tor Isedal         | Feestganger                           |
| Margit Carlqvist   | Lena's moeder                         |
| Bert-Åke Varg      | Lena's vader (als Bert Åke Warg)      |
| Lennart Lindberg   | Lena's eerste lifter                  |